# Kalki (Autor)

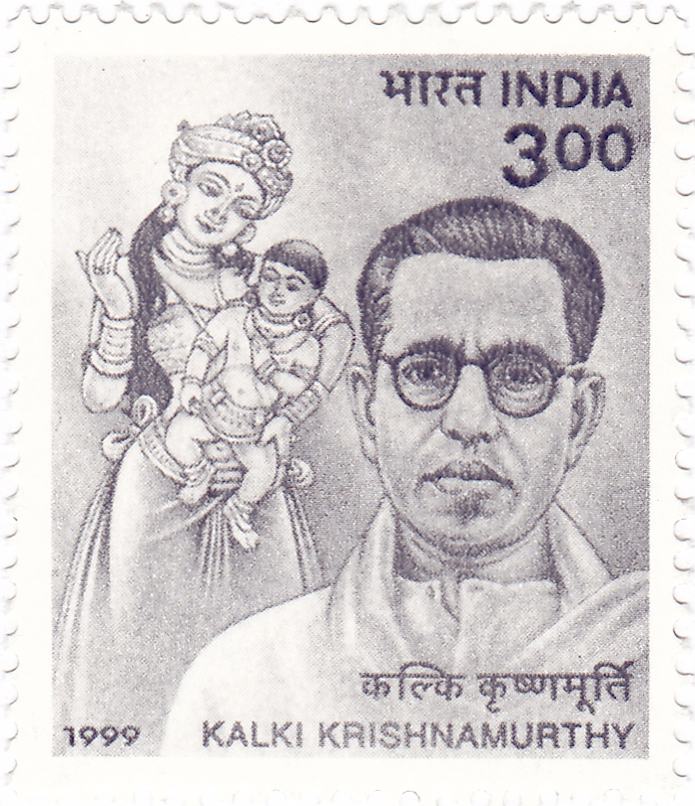
Kalki

Kalki (Tamil: கல்கி), bürgerlich R. Krishnamurthy (Tamil: ரா. கிருஷ்ணமூர்த்தி; * 9. September 1899 in Puttamangalam, Distrikt Thanjavur; † 5. Dezember 1954 in Chennai), war ein tamilischer indischer Schriftsteller, Journalist und Drehbuchautor. Er war auch in der indischen Freiheitsbewegung engagiert und gilt als Begründer des historischen Romans in der tamilischen Literatur.

## Biografie
Krishnamurthy stammte aus einer dörflichen Brahmanenfamilie, die es sich leisten konnte, ihn auf die National High School ins etwa 100 Kilometer entfernte Tiruchi zu schicken.
1921 verließ er, motiviert durch Mohandas Gandhi und dessen Kampagne der Nichtkooperation, die Schule und schloss sich dem Indischen Nationalkongress an. Bereits 1922 wurde er wegen seiner Beteiligung am Unabhängigkeitskampf zu einer einjährigen Gefängnisstrafe verurteilt.
Seine literarische und journalistische Autorentätigkeit begann Krishnamurthy 1923 bei der tamilischen Zeitschrift Navasakthi, die von dem Freiheitskämpfer V. Kalyanasundaram herausgegeben wurde. Krishnamurthys erstes Buch erschien 1927. Ab dem darauffolgenden Jahr verbrachte er einige Zeit mit C. Rajagopalachari im Gandhi-Ashram in Tiruchengode im Distrikt Salem. 1931 wurde er erneut für sechs Monate inhaftiert.
Von 1932 bis 1941 arbeitete er für die Wochenzeitschrift Ananda Vikatan des späteren Regisseurs S. S. Vasan, wo er humorvolle Essays und Kommentare über Politik, Literatur, Film, Musik und andere Kunstformen verfasste. Er schrieb unter den Pseudonymen Kalki, Ra. Ki, Tamil Theni, Karnatakam (wenn er über Karnatische Musik schrieb) und anderen. Mehrere seiner Kurzgeschichte wurde als Fortsetzungsroman in der Zeitschrift veröffentlicht. 1939 schrieb er das Drehbuch zu K. Subramanyams Film Thyagabhoomi, der zum erfolgreichsten tamilischen Film der 1930er Jahre wurde. Die Geschichte war politisch aktuell und wurde illustriert mit Standfotos aus dem Film auch in Ananda Vikatan veröffentlicht; sie spielt vor dem Hintergrund der Unabhängigkeitsbewegung.
1941 gründete Krishnamurthy seine eigene Zeitschrift Kalki, deren Herausgeber er bis zu seinem Tod blieb. Dort veröffentlichte er seine Romane meist zuerst als Fortsetzungsgeschichte, bevor sie in Buchform erschienen. Von 1941 bis 1943 wurde so der erste tamilische historische Roman Parthiban Kanavu veröffentlicht. Er spielt, wie auch sein Nachfolger Sivagamiyin Sabadham, zur Zeit des Pallava-Herrschers Narasimhavarman I. und seines Sieges über den Chalukya-König Pulakesin II. Die Thematisierung der fernen tamilischen Geschichte war so erfolgreich, dass Krishnamurthy sich auf dieses Genre spezialisierte und historische Fakten mit Legenden und Fiktion verwob. Zu seinen weiteren bekannten Werken gehören auch Ponniyin Selvan, das zur Zeit der Chola spielt, und Alai Osai, das erneut während der indischen Unabhängigkeitsbewegung spielt.
Neben dieser literarischen Arbeit verdiente R. Krishnamurthy sein Geld mit dem Schreiben von Songtexten für tamilische Filmsongs. Zu den bekanntesten gehören jene, gesungen von M. S. Subbulakshmi im Film Meera (1945) von Ellis R. Dungan. Krishnamurthys Romane wurde ebenfalls verfilmt, nach Thyagabhoomi (1939), Ponvayal (1954), Kalvanin Kadhali (1955) und Parthiban Kanavu (1960). Seine gesammelten Reviews früher tamilischer Filme erschienen posthum in der Sammlung Kalaichelvam (1956).